# Kérügma
A kérügma, vagy régies átírásban kerygma görög szó (κήρυγμα), jelentése: felhívás, híradás, hirdetés.
Ez az újszövetségi szó, más fogalmak mellett az evangélium hirdetését jelenti. A kérügma tárgya Krisztus, de a kérügma nem egyenértékű Krisztussal. A fogalom az Újszövetségben a korai misszió nyelvezetéhez tartozik, és jelenti mind a hirdetés aktusát, mind annak tartalmát, Krisztust, a megfeszítettet és feltámadottat.
Az evangélikus teológiában a 20. század első fele óta Isten igéjének kedvelt megnevezése: ez az ige, ha Isten és Jézus nevében, hiteles formában hirdetik, a megszólított ember vagy a hívő gyülekezet mindenkori szituációjában hatékonyan jelenvalóvá teszi magát.
Rudolf Bultmann teológiájában, aki az Újszövetség mítosztalanítására törekedett, a kérügma Krisztusa áll ellentétben a történelmi Jézussal.